# Santuario di Maria Santissima del Bosco
Il Santuario di Maria Santissima del Bosco è un luogo di culto cattolico sito nella campagna di Spinazzola e dedicato alla Madonna, venerata con il titolo di Maria Santissima del Bosco, patrona secondaria della città.

## Storia
Il vecchio santuario viene costruito nella campagna spinazzolese tra il 1500 ed il 1600 su un terreno donato dai duchi di Calabritto. La facciata della chiesa era caratterizzata da un rosone in stile romanico pugliese e da tre croci che troneggiavano sul tetto: una al centro e due poste lateralmente, per guardare tutto il territorio e benedirlo. Nel 1875, tra il rosone ed il portale, viene posta una scultura in pietra, realizzata da un pittore di Bitonto, raffigurante la Madonna con un bambino su una quercia. All'interno della chiesa, invece, vi erano due ordini di finestre che illuminavano la navata centrale e le nicchie per i santi. Ai lati dell'altare maggiore erano posizionate due tele fiamminghe e la copia del quadro della Madonna del Bosco, che veniva portata in processione.
Il campanile era realizzato, come la chiesa, in tufo e pietra ed era sormontato da una croce in ferro battuto. Fu eretto nel 1837, dopo la devastante epidemia di colera, che decimò gran parte della popolazione cittadina. Dietro la chiesa, invece, era presente una struttura usata sia come sagrestia sia per l'accoglienza dei pellegrini provenienti dal paese o dalla Basilicata. Il santuario infatti era meta di continui pellegrinaggi da parte dei devoti che lo raggiungevano persino scalzi.
In seguito al degrado della antica costruzione si pensò di demolirla dopo che fu ultimata la costruzione del nuovo santuario, iniziata il 16 agosto 1970 con la posa della prima pietra e consacrata il 13 aprile 1971.
Quello che resta oggi della vecchia costruzione è un epitaffio che racchiude la scultura e le lapidi che ricordano la prima epidemia del 1837, il ritrovamento del quadro della Madonna del Bosco, dopo l'atto sacrilego, del 1914 e il ringraziamento dei militari scampati alla Seconda guerra mondiale.
Nel 1984 viene completato l'esterno del nuovo santuario con una recinzione. Tra il 1985 ed il 1995 viene realizzata, invece, la ristrutturazione dell'intero bene con il rifacimento degli intonaci esterni e del campanile e l'elettrificazione delle campane.
Nel 2006, grazie al contributo della giunta regionale della Puglia, il santuario viene ristrutturato con la modifica e la rielaborazione, su disegno del vescovo Mario Paciello, del presbiterio e dell'altare, con la pitturazione completa della chiesa.

## Descrizione
La facciata moderna è caratterizzata da mattoncini rossi e si apre su un porticato coperto. Il portale centrale è in legno ed è fiancheggiato da due pilastri grigi. Il campanile, invece, disposto sul retro a pianta quadrata, è diviso in quattro livelli con sei aperture non vetrate. 
L'interno è a navata unica e a sinistra dell'altare maggiore vi è l'icona di Maria Santissima del Bosco. Il pavimento, invece, è realizzato con lastre di marmo chiaro. 